# NGC 2708
NGC 2708 је спирална галаксија у сазвежђу Хидра која се налази на NGC листи објеката дубоког неба.
Деклинација објекта је - 3° 21' 38" а ректасцензија 8h 56m 7,9s. Привидна величина (магнитуда) објекта NGC 2708 износи 12,0 а фотографска магнитуда 12,8. Налази се на удаљености од 36,950 милиона парсека од Сунца. NGC 2708 је још познат и под ознакама NGC 2727, MCG 0-23-15, CGCG 5-34, IRAS 08535-0309, PGC 25097.